# Cortodera ussuriensis
Cortodera ussuriensis är en skalbaggsart som beskrevs av Cherepanov 1978. Cortodera ussuriensis ingår i släktet Cortodera och familjen långhorningar. Inga underarter finns listade i Catalogue of Life.